# Vincent Millot
Vincent Millot (n. Dijon; 30 de enero de 1986) es un tenista profesional francés. 

## Carrera
Su ranking individual más alto fue el No. 147 alcanzado el 21 de febrero de 2011, mientras que en dobles logró el puesto N.º 624 el 6 de mayo de 2013.
Ha ganado hasta el momento 1 título challenger en la modalidad de individuales.

### 2009
A mediados del año 2009 disputó dos finales challengers en los torneos Aspria Tennis Cup y Manta Open que se disputaron en Milán y la ciudad de Manta (Ecuador) respectivamente. Perdió ambas ante Alessio di Mauro en la primera ocasión y ante el argentino Horacio Zeballos en la segunda.

### 2011
En enero del año 2011 obtiene su primer título challenger de su carrera al ganar el torneo Internationaux de Nouvelle-Calédonie en la localidad de Nouméa, Nueva Caledonia. Derrotó en la final al tenista de Luxemburgo Gilles Müller por 7–6(6), 2–6, 6–4.

### 2013
Tuvo que esperar hasta marzo del año 2013 para volver a disputar una nueva final en esta categoría, en el torneo Challenger La Manche disputado en Cherburgo-Octeville. Pero nuevamente cayó derrotado, esta vez ante el neerlandés Jesse Huta Galung.

## Títulos; 1 (1 + 0)
| Leyenda                        | Individuales | Dobles |
| ------------------------------ | ------------ | ------ |
| Grand Slam (tenis)\|Grand Slam | 0            | 0      |
| ATP World Tour Finals          | 0            | 0      |
| ATP World Tour Masters 1000    | 0            | 0      |
| ATP World Tour 500 Series      | 0            | 0      |
| ATP World Tour 250 Series      | 0            | 0      |
| ATP Challenger Series          | 1            | 0      |

### Individuales
| N.º | Fecha      | Torneo              | Superficie | Oponentes en la final | Resultado        |
| --- | ---------- | ------------------- | ---------- | --------------------- | ---------------- |
| 1.  | 08.01.2011 | Challenger de Numea | Dura       | Gilles Müller         | 7–6(6), 2–6, 6–4 |